# 潛望鏡 (電子遊戲)
《潛望鏡》是款模擬潛艇攻擊軍艦的魚雷射擊類街機遊戲，分別有兩家公司開發了類似的同名遊戲。第一款原稱《魚雷發射器》，後更名為《潛望鏡》，由株式會社中村製作所設計，1965年於日本發行，是創始人中村雅哉製造的首個機電遊戲機。第二款同名遊戲由世嘉企業設計，1966年於日本推出，是該公司生產的首批街機遊戲之一。
世嘉製作的機櫃後來獲各國經銷商引入。後來，世嘉重新設計機櫃，並於1968年推出單人版機櫃。單人版機櫃出人意料地備受好評，在當時不設投幣式街機遊戲的場所（例如商場和百貨公司）表現良好。它更確立了街機遊戲每局收費25美分的先河。世嘉亦因此在接下來的幾年裡，每年進一步生產八到十款新的街機遊戲。遊戲的成功除了對世嘉影響深遠，更被稱為街機遊戲行業的轉捩點。

## 玩法
《潛望鏡》是款模擬潛艇攻擊軍艦的射击游戏。遊戲以大海為背景，以紙板製成的軍艦模型則懸掛在鐵鏈，並在背景左右移動。玩家須透過潛望鏡來指揮和發射魚雷。魚雷由一排排彩色燈光和電子音效來表示。每局遊戲玩家可發射五枚魚雷。中村製作所的初版機櫃最多可支援三名玩家。世嘉其後推出重新設計的機櫃，一款最多可支援三名玩家，另一款僅供單人遊玩。

## 歷史
在1977年的一次採訪中，株式會社中村製作所（同年更名為南梦宫）的創始人中村雅哉聲稱《潛望鏡》是他製造的首個機電遊戲機。根據公司資料，遊戲在1965年於日本發行。遊戲最初定名為《魚雷發射器》（Torpedo Launcher）；不過，在1967年4月號《錢櫃》雜誌中，遊戲更名為《潛望鏡》。中村亦經常透過該雜誌，向外國分銷商提供直接進口協助。作家肯尼斯·霍洛維茨（Kenneth Horowitz）推測，中村的初期機櫃可能是為百貨公司而製作的定製版本，比批量生產的版本早一年。他又估計中村可能已將遊戲授權給世嘉。中村則指他確實將一些遊戲售予競爭對手。
據世嘉前首席執行官大衛·羅森稱，美國投幣式街機遊戲製造市場的不景氣，促使公司開發機電遊戲機。他的羅森企業（Rosen Enterprises）在1965年與日本娛樂物產合併，成立世嘉企業，兩家公司都有所屬工程師。羅森親自繪畫《潛望鏡》的設計草圖，鹿之助越智則是世嘉在這個項目的負責人。
世嘉於1966年推出自家製的《潛望鏡》，可供三人同時遊玩。每局遊戲價格為30日元，是早期街機的兩倍。當時，魚雷射擊遊戲類型在遊戲業界備受好評；作為該類型的最新作，世嘉先後在1966年12月舉行的第23屆倫敦娛樂業展覽會，以及1967年10月在巴黎舉辦的酒店設備展上展示了這款遊戲，與之競爭的還有角子機、電刷車遊戲、彈珠台遊戲。尽管巴黎展會参加者寥寥，遊戲仍获得了每日500法郎的收入（當時約為100美元，相當於2023年的914美元）。當時，《潛望鏡》機櫃體積龐大，對於國際出口而言成本高昂；不過，它在從各地飛來參展的經銷商眼中甚受歡迎，促使世嘉為全球市場開發更小的機櫃。
世嘉把全新的小型單機版《潛望鏡》原型機部署在亞洲和歐洲作定點測試，羅森表示經銷商反應熱烈。1968年3月，世嘉全面生產單機版《潛望鏡》，並在全球發行。單人版機櫃雖然細小，但仍高2.1（7英尺）、寬1.2（4英尺）、深超過2.7（9英尺），與當時大多數遊戲相比仍然較大較重。此外，日本出口稅之高，使得這款投幣式街機遊戲的成本比其他更為昂貴：每個單人遊戲機櫃所需1,295美元，而其他遊戲通常只需695至795美元。經銷商抱怨這款街機雖然受大眾歡迎，但體型龐大、成本昂貴，以致整體利潤太低；因此，世嘉建議每局遊戲定價為25美分。1968年至1969年間，英國紀錄片製作公司百代新聞社曾在倫敦商場錄製有關這款遊戲的片段。
《潛望鏡》為世嘉帶來意外的的成功。遊戲在大型場所（例如商場和百貨公司）表現出色；這類地方通常不設投幣式街機遊戲，但由於機器體積較大，在街邊場所不實用，反而成為首選場所。遊戲先後在日本、美國、歐洲取得佳績。在1968年公園展上，遊戲成為「最傑出的投幣設備展品」，因而獲頒亨利岡瑟獎（Henry A. Gunther Trophy）。同年12月，美國街機發行商班納專業（Banner Specialty）稱遊戲為「51年來最賺錢的機器」。1969年3月，羅森宣稱遊戲「很可能成為十年來最賺錢的街機遊戲」。鑑於《潛望鏡》所取得的商業成功，世嘉在接下來的兩年裡，每年製作並出口八至十款遊戲。1970年，《錢櫃》雜誌刊登另一款世嘉街機遊戲《噴氣式火箭》（Jet Rocket）的平面廣告，文句稱其出自「開發了十年來最賺錢的遊戲」開發商之手，同時提及《潛望鏡》等作品。

## 影響

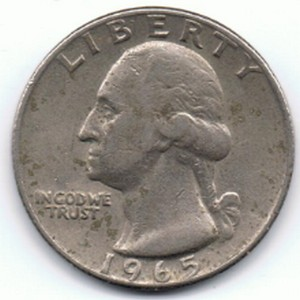
25美分硬币

遊戲的成功確立了街機遊戲每局收費25美分的趨勢，自此成為美國所有街機遊戲的市場標準。羅森聲稱：「若然你與業內的老前輩交談，他們會告訴你，《潛望鏡》是行業的一個轉捩點。」他又指，《潛望鏡》取得成功後，世嘉意識到其實公司有能力設計令人滿意的遊戲，隨後推動了公司設計和出口原創遊戲至各國的業務。世嘉在後續街機遊戲投入了不少最新技術，正如羅森的解釋般：「公司做了很多以前沒有做過的事情，例如添加聲音和特效。」另一方面，遊戲的成功亦首次令到集中在芝加哥的傳統街機製造商意識到有其他公司能夠製造街機遊戲，以及行業仍具備一定前景。
遊戲獲行業媒體歸類為「逼真」或「視聽」的新類別，振興了奄奄一息的新奇遊戲製造業務。這類作品採用先進的特效，比起以往的街機遊戲，它們提供更接近真實世界的模擬體驗。它還促進產業的「新奇復興」；在1960年代後期，各式各樣的新奇遊戲或特殊遊戲（包括智力問答、賽車、曲棍球、足球等）紛紛問世，其中許多遊戲採用了每局25美分的設定。它尤其代表1960年代末至1970年代導彈射擊遊戲的潮流，世嘉的《導彈》（Missile，1969年）以及Midway的《海洋襲擊者》（Sea Raider，1969年）和《海洋魔鬼》（Sea Devil，1970年）等電子機械遊戲如雨後春筍般湧現。繼《潛望鏡》之後，「視聽」新奇遊戲的「技術復興」為1970年代初期街機遊戲的推出，提供了健康的環境。遊戲的潛望鏡觀察櫃設計後來被多款街機遊戲採用，包括Midway的《海狼》（1976年）和雅達利的《终极战区》（1980年）。鹿之助越智後來更成為世嘉首款商業3-D立體電子遊戲《舒博克潛艦-3D》（1982年）的技術總監。
作家肯尼斯·霍洛維茨回忆了《潛望鏡》的若干特徵：「它既龐大又笨重，聲音響亮，首次看到它的人都会留下深刻印象。它除了吸引大量玩家的關注，也轟動了不少經銷商，更為世嘉帶來了難以置信的成功。」他在總結時又指，時至今日人們可能不會廣泛討論這款遊戲，但大多數世嘉粉絲都知道它的存在，以及它在世嘉歷史上留下的痕跡。據《重玩》雜誌（RePlay）發行人艾迪·阿德林（Eddie Adlum）稱，人們前往商場的目的就是為了玩這款遊戲，他更指「在我那個時代，《潛望鏡》是最成功的新奇街機遊戲」。記者盧克·普朗克特（Luke Plunkett）在遊戲網站Kotaku撰文，宣稱《潛望鏡》「讓世嘉走上電子街機遊戲之路，直到今天依然如此」。